# Pterygellus cymatodermoides
Pterygellus cymatodermoides é uma espécie de fungo pertencente à família Cantharellaceae.